# Championnat d'Algérie de football de deuxième division 1981-1982
 (janvier 2021).
Si vous disposez d'ouvrages ou d'articles de référence ou si vous connaissez des sites web de qualité traitant du thème abordé ici, merci de compléter l'article en donnant les références utiles à sa vérifiabilité et en les liant à la section « Notes et références ».
Navigation
Division 2
1980-1981 Division 2
1982-1983
La saison 1981-1982 de Division 2 est la 19e du championnat d'Algérie de seconde division. Deux groupes régionaux de 12 clubs chacun composent le championnat. Au terme de la saison, les promus en Division 1 sont le WA Boufarik et l'ES Guelma, vainqueurs respectifs des groupes Centre Ouest, et Centre Est.

## Classement final
Le classement est établi sur le barème de points suivant : une victoire vaut 3 points, un match nul 2 point et une défaite 1 point.

### Groupe Centre Ouest
| Rang | Équipe          | Pts | J  | G  | N | P  | Bp | Bc | Diff |
| ---- | --------------- | --- | -- | -- | - | -- | -- | -- | ---- |
| 1    | WO Boufarik     | 47  | 19 | 11 | 6 | 2  | 28 | 12 | +16  |
| 2    | WM Tlemcen      | 44  | 19 | 11 | 3 | 5  | 25 | 20 | +5   |
| 3    | OM Médéa        | 40  | 19 | 7  | 7 | 5  | 21 | 15 | +6   |
| 4    | ESM Koléa       | 39  | 19 | 7  | 6 | 6  | 24 | 17 | +7   |
| 5    | JSM Tiaret P    | 39  | 19 | 7  | 6 | 6  | 17 | 19 | -2   |
| 6    | MB Saïda        | 37  | 19 | 5  | 8 | 6  | 17 | 19 | -2   |
| 7    | ESOM Mostaganem | 37  | 19 | 6  | 6 | 7  | 13 | 17 | -4   |
| 8    | IR Tidjara      | 35  | 19 | 5  | 6 | 8  | 24 | 23 | +1   |
| 9    | IRB Relizane    | 35  | 19 | 5  | 6 | 8  | 24 | 28 | -4   |
| 10   | CCB Sig         | 35  | 19 | 5  | 6 | 8  | 21 | 30 | -9   |
| 11   | OS Tiaret       |     | 19 |    |   |    |    |    |      |
| 12   | SR El Khemis    | 32  | 19 | 4  | 5 | 10 | 23 | 31 | -8   |

Promotions et relégations
- Montée en Division 1 1982-1983
- Maintenue en Division 2 1982-1983
- Relégation en Inter-Wilayas D3 1982-1983

Abréviations
R : Relégué de Division 1 1980-1981

P : Promus de Inter-Wilayas D3 1980-1981

### Groupe Centre Est
Le classement final du groupe Centre-Est 1981-1982 est :
| Rang | Équipe                 | Pts | J  | G  | N | P  | Bp | Bc | Diff |
| ---- | ---------------------- | --- | -- | -- | - | -- | -- | -- | ---- |
| 1    | ESM Guelma R           | 46  | 19 | 12 | 3 | 4  | 25 | 9  | +16  |
| 2    | ASC Bordj Bou Arreridj | 45  | 19 | 10 | 6 | 3  | 21 | 11 | +10  |
| 3    | JS Djijel              | 43  | 19 | 9  | 6 | 4  | 29 | 17 | +12  |
| 4    | AM Aïn M'lila          | 43  | 19 | 10 | 4 | 5  | 22 | 14 | +8   |
| 5    | MB Skikda              | 38  | 19 | 6  | 7 | 6  | 21 | 15 | +6   |
| 6    | IR Saha d'Alger        | 37  | 19 | 7  | 4 | 8  | 24 | 23 | +1   |
| 7    | WR Bordj Menail        | 37  | 19 | 8  | 3 | 8  | 16 | 26 | -10  |
| 8    | NRB Khroub             | 36  | 19 | 5  | 7 | 7  | 13 | 13 | 0    |
| 9    | CM Constantine         | 35  | 19 | 4  | 8 | 7  | 16 | 20 | -4   |
| 10   | IRB Khenchela          | 34  | 19 | 5  | 5 | 9  | 15 | 20 | -5   |
| 11   | JSM Tébessa P          | 31  | 19 | 3  | 6 | 10 | 14 | 37 | -23  |
| 12   | CN Batna R             | 30  | 19 | 2  | 7 | 10 | 16 | 25 | -9   |

Promotions et relégations
- Montée en Division 1 1982-1983
- Maintenue en Division 2 1982-1983
- Relégation en Inter-Wilayas D3 1982-1983

Abréviations
R : Relégué de Division 1 1980-1981

P : Promus de Inter-Wilayas D3 1980-1981